# Ignazio Collino
Ignazio Collino (Torino, 26 agosto 1724 – Torino, 26 dicembre 1793) è stato uno scultore italiano.

## Biografia
Allievo di Claudio Francesco Beaumont e di Francesco Ladatte (1706–1787), scultore di corte in Torino dal 1745, si recò a Roma ove ebbe come maestro Giovanni Battista Maini. Lavorò con il fratello minore Filippo (Torino, circa 1737 – Torino, 2 agosto 1800) in numerose città italiane, oltre che a Torino, quali Venezia, Bologna, Novara e altre minori. Fu maestro dello scultore Giovanni Battista Bernero. 
Tra le sue opere più importanti:
- Statue allegoriche nell'Armeria Reale di Torino

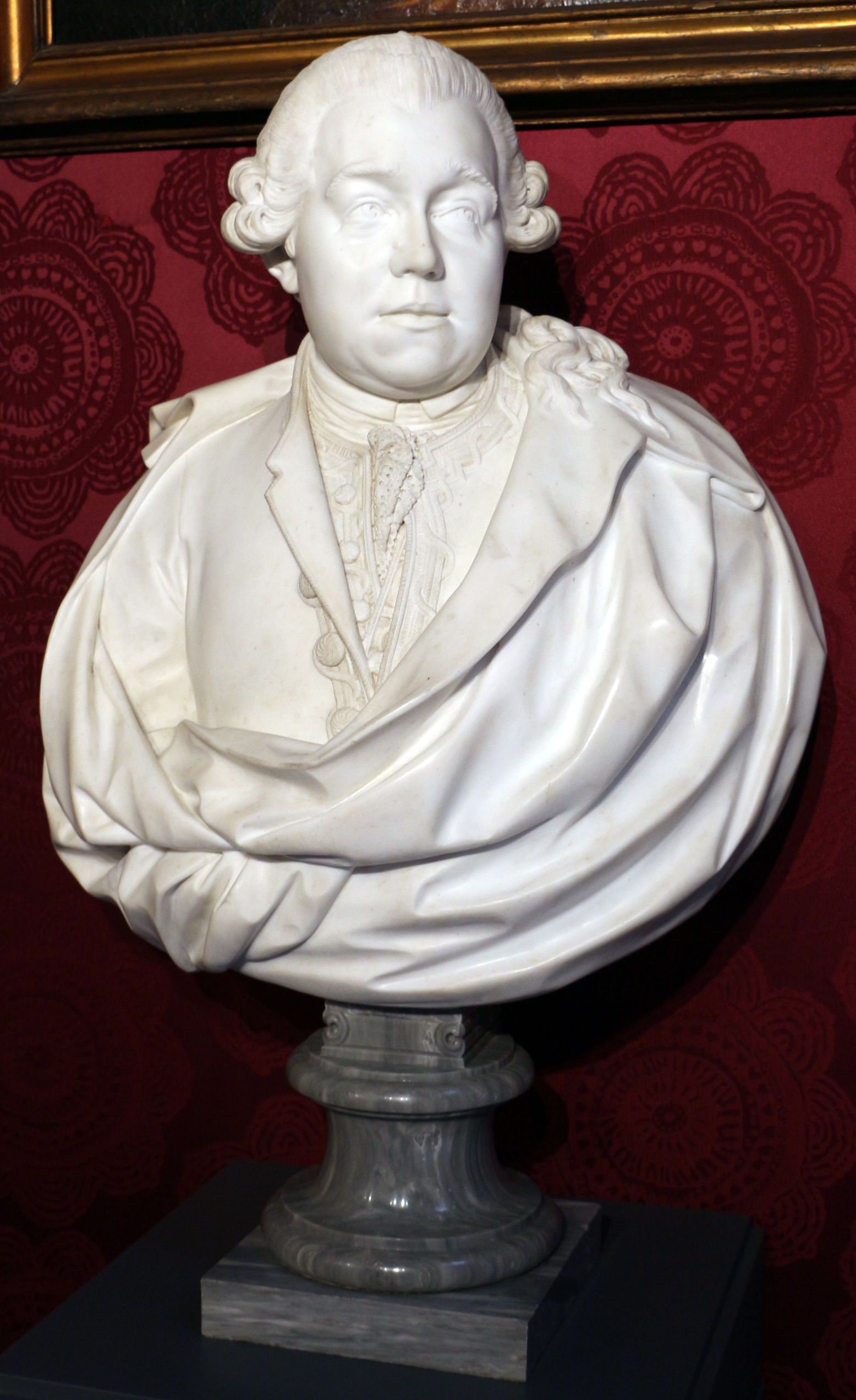
Ignazio e Filippo Collino, busto di Francesco Aleramo Provana del Sabbione, Reggia di Venaria

- Statue per la tomba di Umberto I Biancamano nella cattedrale di Saint-Jean-de-Maurienne
- Mausoleo di Carlo Emanuele III di Savoia nella cripta reale della basilica di Superga
- Statue (insieme al fratello Filippo) della Fede, della Carità, della Clemenza e della Scienza nella cripta reale della basilica di Superga

Il Comune di Torino gli ha intitolato una via nel quartiere Mirafiori Nord.

## Fonte
- Michela Di Macco, Ignazio e Filippo Collino, Dizionario Biografico degli Italiani, v. 27, Roma, Istituto dell'Enciclopedia italiana, 1982